# FIM MotoGP Rookies Cup 2015
De FIM MotoGP Rookies Cup 2015 was het negende seizoen van dit kampioenschap. Het seizoen telde 13 wedstrijden. De eerste wedstrijd werd op 2 mei op Jerez verreden. De laatste wedstrijd van het seizoen werd op 27 september op Motorland Aragón verreden.

## Kalender
In vergelijking met de kalender van het seizoen 2014 is de race in Italië van de kalender verdwenen.
| Ronde | Datum        | Circuit     | Pole position         | Snelste ronde         | Winnaar               |
| ----- | ------------ | ----------- | --------------------- | --------------------- | --------------------- |
| 1     | 2 mei        | Jerez       | Bo Bendsneyder        | Fabio Di Giannantonio | Bo Bendsneyder        |
| 1     | 3 mei        | Jerez       | Bo Bendsneyder        | Enzo Boulom           | Bo Bendsneyder        |
| 2     | 26 juni      | Assen       | Bo Bendsneyder        | Fabio Di Giannantonio | Bo Bendsneyder        |
| 2     | 27 juni      | Assen       | Bo Bendsneyder        | Bo Bendsneyder        | Bo Bendsneyder        |
| 3     | 11 juli      | Sachsenring | Óscar Gutiérrez       | Bo Bendsneyder        | Bo Bendsneyder        |
| 3     | 12 juli      | Sachsenring | Óscar Gutiérrez       | Fabio Di Giannantonio | Fabio Di Giannantonio |
| 4     | 15 augustus  | Brno        | Fabio Di Giannantonio | Marc García           | Fabio Di Giannantonio |
| 4     | 16 augustus  | Brno        | Fabio Di Giannantonio | Ayumu Sasaki          | Bo Bendsneyder        |
| 5     | 29 augustus  | Silverstone | Bo Bendsneyder        | Raúl Fernández        | Bo Bendsneyder        |
| 5     | 30 augustus  | Silverstone | Bo Bendsneyder        | Ayumu Sasaki          | Ayumu Sasaki          |
| 6     | 12 september | Misano      | Bo Bendsneyder        | Marc García           | Bo Bendsneyder        |
| 7     | 26 september | Aragón      | Rory Skinner          | Raúl Fernández        | Marc García           |
| 7     | 27 september | Aragón      | Rory Skinner          | Fabio Di Giannantonio | Fabio Di Giannantonio |

## Coureurs
| Nr. | Coureur               | Ronden   |
| --- | --------------------- | -------- |
| 4   | Patrik Pulkkinen      | Alle     |
| 9   | Robert Schotman       | Alle     |
| 13  | Martin Gbelec         | 2-7      |
| 14  | Bruno Ieraci          | 1-4, 6-7 |
| 16  | Emanuel Aguilar       | Alle     |
| 19  | Rufino Florido        | Alle     |
| 20  | Omar Bonoli           | Alle     |
| 21  | Fabio Di Giannantonio | Alle     |
| 22  | Mykyta Kalinin        | Alle     |
| 23  | Raúl Fernández        | Alle     |
| 27  | Mattia Casadei        | Alle     |
| 29  | Gabriel Hernandez     | Alle     |
| 37  | Walid Soppe           | Alle     |
| 41  | Marc García           | Alle     |
| 44  | Martin Vugrinec       | Alle     |
| 45  | Olly Simpson          | Alle     |
| 64  | Bo Bendsneyder        | Alle     |
| 67  | Kaito Toba            | Alle     |
| 69  | Rory Skinner          | Alle     |
| 71  | Ayumu Sasaki          | Alle     |
| 76  | Makar Yurchenko       | Alle     |
| 81  | Aleix Viu             | Alle     |
| 96  | Óscar Gutiérrez       | Alle     |
| 99  | Enzo Boulom           | Alle     |

## Resultaten
| Pos | Coureur               | JER | JER | ASS | ASS | SAC | SAC | BRN | BRN | SIL | SIL | MIS | ARA | ARA | Ptn |
| --- | --------------------- | --- | --- | --- | --- | --- | --- | --- | --- | --- | --- | --- | --- | --- | --- |
| 1   | Bo Bendsneyder        | 1   | 1   | 1   | 1   | 1   | DNF | 2   | 1   | 1   | 3   | 1   | DNF | 9   | 243 |
| 2   | Fabio Di Giannantonio | 5   | 2   | 2   | 2   | 4   | 1   | 1   | DNF | 2   | 11  | DNF | 6   | 1   | 194 |
| 3   | Ayumu Sasaki          | 6   | DNF | 6   | 6   | 2   | DNF | 6   | 5   | 3   | 1   | 3   | 4   | 2   | 161 |
| 4   | Marc García           | 9   | 8   | 5   | 5   | 3   | 2   | 4   | 3   | DNF | DNF | 4   | 1   | 5   | 151 |
| 5   | Óscar Gutiérrez       | 2   | 6   | 3   | 3   | 5   | DNS | 5   | 2   | 5   | 5   | 10  | 8   | 8   | 148 |
| 6   | Enzo Boulom           | 8   | 5   | 4   | 4   | 9   | 6   | 8   | 4   | 6   | 2   | 7   | DNF | 10  | 128 |
| 7   | Raúl Fernández        | 16  | 16  | 9   | 7   | 12  | 4   | 3   | 7   | 4   | DNS | 2   | 2   | 6   | 121 |
| 8   | Olly Simpson          | 3   | 3   | DNF | DNS | 8   | 5   | 17  | DNF | 7   | DNF | 6   | 15  | 4   | 84  |
| 9   | Kaito Toba            | 4   | 9   | 10  | DNF | 7   | 3   | 7   | 6   | DNF | DNF | DNF | 7   | DNF | 79  |
| 10  | Rory Skinner          | 17  | 17  | 15  | 14  | 18  | 11  | DNF | 14  | 10  | 4   | 16  | 3   | 3   | 61  |
| 11  | Robert Schotman       | 10  | 13  | DNF | 10  | 11  | 9   | 10  | 13  | 12  | 9   | 9   | 14  | 11  | 61  |
| 12  | Rufino Florido        | 7   | 4   | 7   | 17  | DNF | DNF | 16  | 8   | DNF | DNF | DNF | 5   | 7   | 59  |
| 13  | Aleix Viu             | 13  | 11  | 8   | 20  | 6   | 7   | 11  | 9   | 19  | DNF | 5   | DNF | DNS | 58  |
| 14  | Mattia Casadei        | DNF | 10  | 14  | DNF | 14  | 8   | 9   | DNF | 9   | 8   | 8   | 12  | 16  | 52  |
| 15  | Makar Yurchenko       | 14  | 14  | 11  | 9   | 10  | 15  | DNF | DNF | 8   | 6   | 14  | 17  | 12  | 47  |
| 16  | Walid Soppe           | 11  | 7   | DNF | 13  | 17  | DNF | 13  | 10  | 11  | 7   | 15  | DNF | 20  | 41  |
| 17  | Martin Gbelec         |     |     | DNF | 11  | 13  | 17  | 14  | 11  | DNF | 10  | 11  | 9   | 13  | 36  |
| 18  | Bruno Ieraci          | 12  | 12  | 13  | 8   | DNF | 10  | DNS | DNS |     |     | 12  | DNF | 15  | 30  |
| 19  | Patrik Pulkkinen      | 15  | 19  | 12  | 12  | 16  | 13  | 12  | DNF | 15  | 13  | 17  | 10  | 14  | 28  |
| 20  | Omar Bonoli           | DNF | 15  | DNF | 15  | 15  | 12  | 15  | 12  | 14  | DNF | 13  | 11  | 17  | 22  |
| 21  | Martin Vugrinec       | DNF | 20  | 18  | DNF | 22  | 14  | 19  | 15  | 13  | 12  | 21  | 13  | DNF | 13  |
|     | Mykyta Kalinin        | 19  | DNF | 17  | 18  | 21  | DNF | 18  | 16  | 18  | DNF | 20  | 16  | 18  | 0   |
|     | Gabriel Hernandez     | 18  | 18  | DNF | 16  | 20  | 16  | DNF | 18  | 17  | DNF | 18  | DNF | DNF | 0   |
|     | Emanuel Aguilar       | DNF | DNF | 16  | 19  | 19  | 18  | 20  | 17  | 16  | DNF | 19  | 18  | 19  | 0   |
| Pos | Coureur               | JER | JER | ASS | ASS | SAC | SAC | BRN | BRN | SIL | SIL | MIS | ARA | ARA | Ptn |

| Kleur  | Resultaat                      |
| ------ | ------------------------------ |
| Goud   | Winnaar                        |
| Zilver | 2e plaats                      |
| Brons  | 3e plaats                      |
| Groen  | Gefinisht, in de punten        |
| Blauw  | Gefinisht, geen punten         |
| Blauw  | Niet geclassificeerd (NC)      |
| Paars  | Niet gefinisht (DNF)           |
| Rood   | Niet gekwalificeerd (DNQ)      |
| Rood   | Niet voorgekwalificeerd (DNPQ) |
| Zwart  | Gediskwalificeerd (DSQ)        |
| Wit    | Niet gestart (DNS)             |
| Wit    | Teruggetrokken (WD)            |
| Wit    | Race geannuleerd (C)           |
| Leeg   | Niet deelgenomen               |
| Leeg   | Uitgesloten (EX)               |